# Bwanibwa
Bwanibwa est un village de la Région du Littoral au Cameroun, situé dans la commune de Loum, sur le site Communes et villes unies du Cameroun (CVUC).

## Population et développement
En 1968, la population de Bwanibwa était de 72 habitants, essentiellement des Babong. Elle était de 21 lors du recensement de 2005.